# Romina Power

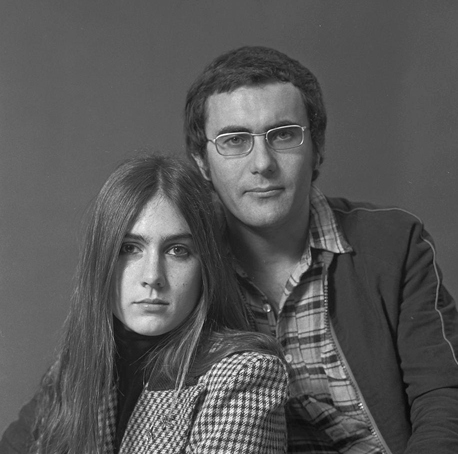
Romina Power und Al Bano, 1976

Romina Francesca Power (* 2. Oktober 1951 in Los Angeles, Kalifornien) ist eine italienisch-amerikanische Sängerin und Schauspielerin. Sie ist Teil des vor allem in den 1980er Jahren erfolgreichen Pop-Duos Al Bano & Romina Power.

## Leben

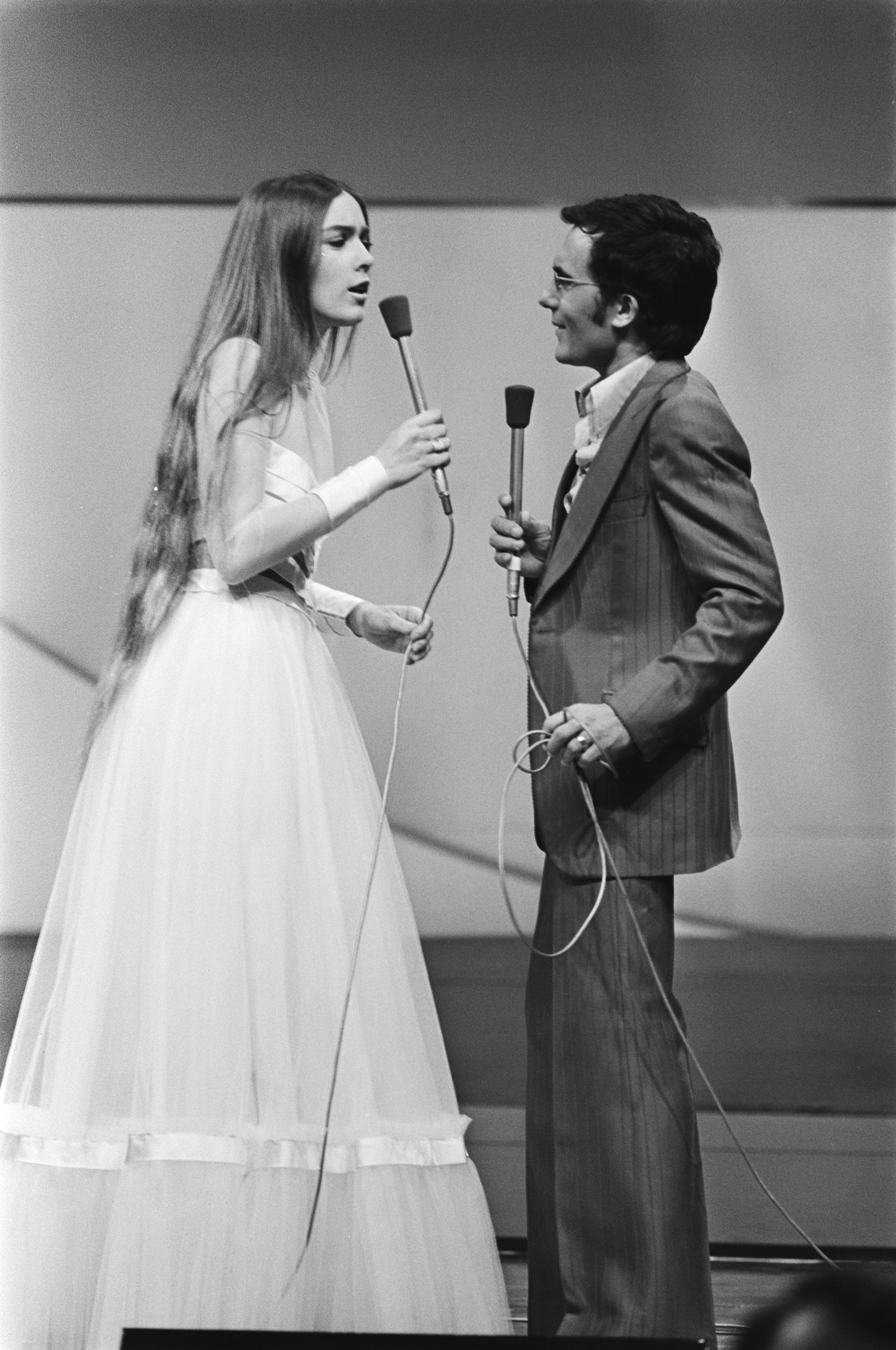
Romina Power mit Al Bano beim Eurovision Song Contest 1976

Romina Power ist die älteste Tochter des Hollywood-Stars Tyrone Power und seiner zweiten Frau, der Schauspielerin Linda Christian. Nachdem sich ihre Eltern 1956 scheiden ließen, lebte sie zusammen mit ihrer Schwester Taryn bei ihrer Mutter. Sie zogen in dieser Zeit oft um, wobei sie sich hauptsächlich in Italien und Spanien aufhielten. Romina Power besuchte eine Schule in England. Ab ihrem 14. Lebensjahr spielte sie in vielen italienischen Filmen mit, einschließlich des 1969 erschienenen Films Marquis de Sade: Justine. 1966 debütierte sie mit der Single Quando gli angeli cambiano le piume auch als Sängerin.
Bei den Dreharbeiten zum Film Assicurasi vergine lernte Power den Sänger Albano Carrisi kennen, den sie 1970 heiratete. Mit von ihrem Partner geschriebenen Liedern gewann sie 1969 den Wettbewerb Festivalbar (Acqua di mare) und nahm mehrfach an Un disco per l’estate (etwa 1970 mit Armonia) sowie am Sanremo-Festival 1976 (Non due) teil. 1970 veröffentlichte sie ihr erstes Album 12 canzoni e una poesia, 1974 folgte Ascolta, ti racconto di un amore …, im Jahr darauf Con un paio di blue jeans. 1981 hatte Power einen Hit mit Il ballo del qua qua, der italienischen Version des Ententanzes.
In den 1970er Jahren begannen Power und ihr Mann als festes Duo Al Bano & Romina Power aufzutreten. Beim Eurovision Song Contest 1976 und erneut 1985 repräsentierten sie Italien. Zwischen 1982 und 1991 nahm das Duo fünfmal am Sanremo-Festival teil und gewann 1984; auch international waren die beiden sehr erfolgreich. Das Paar trennte sich 1998, was auch das Ende des Duos bedeutete. Sie haben vier gemeinsame Kinder, Yari (* 1973), Cristèl (* 1985) und Romina (* 1987); die älteste Tochter Ylenia (* 1970) verschwand 1994 spurlos und wurde 2014 für tot erklärt.
Abgesehen von einigen Film- und Fernsehauftritten zog sich Power danach zunehmend aus der Öffentlichkeit zurück. Erst 2012 meldete sie sich mit der Veröffentlichung des Albums Da lontano zurück. 2013 belebte sie das Duo mit Al Bano neu, und im Oktober traten beide in Moskau auf. Ab 2014 gingen sie wieder zusammen auf Tourneen, mit Gastauftritten beim Sanremo-Festival 2015 und 2020. Im selben Jahr erschien auch ein neues gemeinsames Album.

## Diskografie

### Alben
- 1970: 12 canzoni e una poesia
- 1974: Ascolta, ti racconto di un amore
- 1975: Con un paio di blue jeans
- 2012: Da lontano

### Singles
- 1966: Quando gli angeli cambiano le piume / Apri quell’ombrello
- 1969: Acqua di mare / Messaggio
- 1969: La mia solitudine / Un canto d’amore
- 1970: Armonia / Io sono per il sabato
- 1971: Que serà, será / Due occhi chiari
- 1972: Nostalgia / Un pensiero
- 1973: Fragile storia d’amore / Un sentimento
- 1973: Con un paio di blue jeans (è sempre estate in America) / I’ve had enough
- 1974: E le comete si distesero nel blu / Le sirene, le balene, ecc…
- 1975: Paolino maialino / Sognando Copacabana
- 1976: Non due / Un uomo diventato amore
- 1979: U.S. America / All’infinito
- 1980: Laverne & Shirley / Waltz for Laverne
- 1981: Il ballo del qua qua / Paolino maialino
- 2014: A Message

## Filmografie
- 1965: Ménage all’italiana
- 1966: Das gewisse Etwas der Frauen (Come imparai ad amare le donne)
- 1967: 24 Stunden aus dem Leben einer Frau (Vingt-quatre heures de la vie d’une femme)
- 1967: Garantiert Jungfrau (Assicurasi vergine)
- 1967: Nel sole
- 1968: Vingt-quatre heures de la vie d’une femme
- 1968: L’oro del mondo
- 1969: Il suo nome è Donna Rosa
- 1969: Pensando a te
- 1969: Marquis de Sade: Justine (Justine)
- 1969: Mord im schwarzen Cadillac (Femmine insaziabili)
- 1969: I caldi amori di una minorenne
- 1970: Mezzanotte d’amore
- 1970: Angeli senza paradiso
- 1984: Champagne in paradiso
- 1996: Die Rückkehr des Sandokan (Il ritorno di Sandokan) (Fernsehfilm)
- 2008: Go Go Tales
- 2014: Il segreto di Italia
- 2016: Der Vollposten (Quo vado?)
- 2021: Nightmare Alley (Cameo-Auftritt)